# ウガンダの政党
ウガンダの政党では、ウガンダにおける政党について説明する。

## ウガンダの政党制
ウガンダでは1995年の憲法によって無党制が導入された。すなわち大統領を議長とする政治組織である国民抵抗運動による事実上の一党制（ヘゲモニー政党制）が確立した。
複数政党制導入の是非をめぐって2000年6月、国民投票が実施されたが、野党勢力が投票をボイコットにしたため、一党制が「圧倒的支持」を受けた。しかし2005年7月の国民投票では複数政党制が支持され、現在では登録された政党が公的に活動し、選挙に候補者を送ることができるようになった。

## 主要政党
- 国民抵抗運動 (National Resistance Movement)
- 保守党 (Conservative Party)
- 民主党 (Democratic Party)
- 民主変革フォーラム (Forum for Democratic Change)
- 正義フォーラム (Justice Forum)
- カバカ・イエッカ (Kabaka Yekka、消滅)
- 国民民主フォーラム (National Democrats Forum)
- ウガンダ愛国運動 (Uganda Patriotic Movement、消滅)
- ウガンダ人民会議 (Uganda People's Congress)
- ウガンダ緑の党 (Uganda Green Party)
- 人民進歩党 (People's Progressive Party)